# Armida (Haydn)
Armida ist eine Oper (Hob. XXVIII:12, Originalbezeichnung: „dramma eroico“) in drei Akten von Joseph Haydn. Das Libretto wurde vermutlich von Nunziato Porta zusammengestellt. Es basiert auf Torquato Tassos Epos Das befreite Jerusalem. Die Uraufführung fand am 26. Februar 1784 im Theater im Schloss Eszterháza statt.

## Handlung
Haydns Oper behandelt die vielfach vertonte Armida-Episode von Tassos Befreitem Jerusalem. Während des Ersten Kreuzzugs sind die Kreuzritter unter der Führung von Gottfried von Bouillon in die Gegend von Damaskus gelangt. Der Ritter Rinaldo wurde von der Zauberin Armida bezirzt und hat sich der gegnerischen Seite angeschlossen. Nur er ist jedoch fähig, den magischen Myrtenbaum zu fällen, um den Zauberwald zu befreien, dessen Holz für die Belagerung Jerusalems gebraucht wird. Daher sendet Gottfried die beiden Ritter Ubaldo und Clotarco aus, um ihn für ihre Sache zurückzugewinnen. Im Verlauf der Oper schwankt Rinaldo mehrfach zwischen Liebe und Pflicht, bis es ihm durch die Beharrlichkeit Ubaldos gelingt, sich von Armida zu lösen und den Myrtenbaum zu schlagen.
Die folgende Inhaltsangabe basiert auf den Szenenzusammenfassungen des Original-Librettos von 1784.

„Dieses rührende Schauspiel ist ein Fragment der Geschichte von der Befreyung Jerusalems. Es ist bekannt, daß ganz Europa mit diesem Kriege beschäftiget war, wozu jedes Land seine besten Helden widmete, von denen Gottfried der Heerführer ware.
 Die Handlung dieses Schauspiels geht in der Gegend des Waldes vor, den Ismeno von unterirdischen Geistern bewachen ließ, damit die Christen das Holz nicht schlagen konnten, welches sie zu den Rüstzeugen wider Jerusalem nöthig hatten. Rinaldo war von dem Schicksale ausersehen, diesen Wald zu befreyen, wurde aber durch die Zauberkraft der Armida zurückgehalten. Gottfried schickt den Ubaldo und Clotarco (zween Ritter) an Rinaldo ab, ihn in das Feld zurückzurufen. Diese zween Abgesandte wurden von dem Einsiedler Pietro unterrichtet, wo Rinaldo wäre, und suchten ihn in dem königlichen Schloße der Armida auf. Hier bringt ihn Ubaldo durch seinen Zauberschild wieder zu sich selbst, ermahnet ihn, von seiner Geliebten zu fliehen, und zum Gottfried zurückzukehren. Die Fabel ist bekannt, und wenn hie und da einige Umstände verändert sind, so ist es geschehen, um die nöthigen theatralischen Auftritte zu verschönern.“

### Erster Akt
Saal im Königspalast von Damaskus
Szene 1. Idreno, der König der von den Kreuzrittern belagerten Stadt Damaskus, hält mit seinen Leuten Kriegsrat, um nach einer Lösung aus der verzweifelten Lage zu finden. Er verspricht seine Nichte Armida demjenigen zur Braut, der als erster den Kampf gegen die Feinde aufnimmt. Der in Armida verliebte ehemalige Kreuzritter Rinaldo kündigt an, seine eigenen Leute anzugreifen (Arie Rinaldo: „Vado a pugnar contento“).
Szene 2. Idreno versucht vergeblich, die um Rinaldo besorgte Armida zu trösten (Arie Idreno: „Se dal suo braccio oppresso“).
Szene 3. Armida macht sich Vorwürfe, weil sie selbst Rinaldo geraten hatte, die Gefahr auf sich zu nehmen. Sie tröstet sich mit dem Gedanken an ihre Zauberkräfte (Arie Armida: „Se pietade avete, o Numi“).
Steiles Gebirge mit dem Schloss Armidas auf dem Gipfel
Szene 4. Die Szene beginnt mit einem kurzen Bläser-Marsch. Der Kreuzritter Ubaldo kommt wie zufällig mit einigen Soldaten in die Gegend, als sich der Himmel verdüstert und ein starkes Gewitter droht. Nachdem er seine Angst überwunden hat, versucht Ubaldo, den Berg zu besteigen (Arie Ubaldo: „Dove son? Che miro intorno?“). Clotarco, ein weiterer Ritter, kommt ihm entgegen und warnt ihn vor den wilden Tieren und Schlangen (von Armida herbeigezauberte Schreckgespenster) auf den Anhöhen. Ubaldo ignoriert die Warnung und besteigt mit seinem Gefolge den Berg.
Szene 5. Von der anderen Seite des Bergs steigt Zelmira, eine Hofdame Armidas, herab. Sie soll die Ritter im Auftrag Armidas und Idrenos in den Untergang locken. Doch als sie auf Clotarco trifft, verliebt sie sich in ihn. Sie warnt ihn vor den gegen die Christen gerichteten Maßnahmen und verspricht, ihn an einen sicheren Ort zu bringen (Arie Zelmira: „Se tu seguir mi vuoi“). Clotarco folgt ihr.
Armidas Gemach
Szene 6. Idreno erfährt zu seinem Unmut von Armida, dass es nicht gelungen sei, die Stadt zu verteidigen und die Feinde am Eindringen zu hindern. Sie rät ihm, den fränkischen Anführer zum Schein freundlich aufzunehmen, um Zeit für ihre magischen Gegenmaßnahmen zu gewinnen. Idreno stimmt zu.
Szene 7. Rinaldo kommt atemlos und bestürzt zu Armida und berichtet von der Ankunft der Ritter. Die verängstigte Armida fleht ihn an, sich versteckt zu halten. Nachdem Rinaldo ihr das versprochen hat, entfernt sich Armida beruhigt.
Szene 8. Ubaldo überrascht den ganz in Gedanken versunkenen Rinaldo. Er wundert sich über dessen verändertes Aussehen, ermahnt ihn und hält ihm seinen Zauberschild als Spiegel vor. Rinaldo erkennt betroffen seine Schuld. Ubaldo lässt ihn in seiner Verwirrung allein.
Szene 9. Von Scham überwältigt will Rinaldo fliehen. Armida hält ihn zurück und überschüttet ihn mit Vorwürfen der Untreue und Undankbarkeit. Von Ehrgefühl und Liebe überwältigt, schwört er ihr ewige Treue. Nachdem sie endlich überzeugt ist, versichern sich beide ihre gegenseitige Liebe (Duett Armida, Rinaldo: „Cara, sarò fedele“).

### Zweiter Akt
Garten im Schloss Armidas
Szene 1. Idreno teilt Zelmira im Vertrauen mit, dass er vorhabe, die Christen bei ihrer Abreise zu töten. Die über diese Grausamkeit entsetzte Zelmira, die zudem um Clotarco fürchtet, rät ab, doch Idreno lässt sich nicht beirren (Arie Zelmira: „Tu mi sprezzi“).
Szene 2. Clotarco erscheint bei Idreno und meldet, dass Ubaldo ihn sprechen wolle. Idreno lässt ihn vortreten (Arie Clotarco: „Ah si plachi il fiero Nume“).
Szene 3. Ubaldo teilt Idreno mit, dass Gottfried die Freilassung der durch List und Betrug in seinem Schloss festgehaltenen Ritter verlange. Idreno lässt sich seinen Hass nicht anmerken und behauptet, diese seien bereits in ihr Lager zurückgekehrt. Nur Rinaldo sei aus freien Stücken geblieben. Er könne aber ebenfalls jederzeit gehen. Idreno verspricht, den Frieden zu wahren (Arie Idreno: „Teco lo guida al campo“).
Szene 4. Ubaldo glaubt Idrenos Worten nicht. Als er kurz darauf mit Rinaldo zusammentrifft, erinnert er diesen nachdrücklich an seine Pflicht. Rinaldo gibt nach, beide umarmen sich, und Ubaldo entfernt sich zufrieden.
Szene 5. Als Rinaldo seinem Freund folgen will, wird er von Armida zurückgehalten. Sie macht ihm erneut schwere Vorwürfe. Da Rinaldo diesmal nicht umzustimmen ist, bricht sie in Wut aus und fällt schließlich in Ohnmacht. Dadurch werden Rinaldos Liebesgefühle wieder erweckt, und er beschließt erneut, zu bleiben.
Szene 6. Ubaldo ruft nach Rinaldo, der sich wieder besinnt und folgen will. Doch die Liebe überwältigt ihn, und er lässt Ubaldo allein fortgehen. Rinaldo ist nun wie gelähmt. Er kann sich nicht zwischen Ehre und Liebe entscheiden. Doch schließlich siegt die Vernunft. Er zerreißt die von Armida erhaltene Blumenkette, nimmt seinen Mut zusammen, will fort – doch wieder lässt er sich von der Liebe aufhalten, weil er Armida nicht in diesem Zustand zurücklassen möchte. Ubaldo kehrt zurück und zieht ihn gewaltsam mit sich fort (Arie Rinaldo: „Cara, è vero, io son tiranno“).
Szene 7. Armida erwacht aus ihrer Ohnmacht. Sie schaut sich ängstlich nach Rinaldo um. Da sie ihn nicht mehr erblickt, macht sie sich auf die Suche nach ihm. Als sie die zerrissene Blumenkette entdeckt, bricht sie in Raserei und Verzweiflung aus und verwünscht den meineidigen und grausamen Rinaldo (Arie Armida: „Odio, furor, dispetto“).
Das Lager der Christen
Szene 8. Ubaldo freut sich, dass Rinaldo die Liebe endlich überwunden hat, umarmt ihn und spornt ihn an, sich wieder dem Kreuzzug zu widmen (Arie Ubaldo: „Prence amato“).
Szene 9. Armida ist zu Rinaldo vorgedrungen. Sie wirft sich ihm zu Füßen und versucht, ihn mit Tränen und Bitten zum Mitleid zu bewegen.
Szene 10. Ubaldo befiehlt Armida, in ihr Schloss zurückzukehren. Sie besteht jedoch darauf, bei Rinaldo zu bleiben. Rinaldo selbst rät ihr, zu gehen. Sie bricht erneut in Wut aus. Weil Rinaldo wieder schwankt, versucht, Ubaldo, ihn ins Zelt zu bringen. Doch Rinaldo reißt sich gewaltsam von ihm los, nähert sich Armida und schaut dabei verstört auf Ubaldo, der nach ihm ruft. Endlich gelingt es Rinaldo, sich von Armida zu lösen, die daraufhin wütend davonläuft (Terzett Armida, Rinaldo, Ubaldo: „Partirò, ma pensa, ingrato“).

### Dritter Akt
Waldstück in der Nähe des Zauberwalds
Szene 1. Rinaldo und Ubaldo kommen mit einigen Soldaten herbei. Zu Ubaldos Freude versichert ihm Rinaldo, dass seine Liebe zu Armida inzwischen vollständig erloschen sei. Ubaldo weist ihn darauf hin, dass sie sich nun dem verzauberten Wald nähern. Er erinnert ihn an seine Aufgabe und rät ihm, sich nicht von den wilden Tieren und dem Feuer abschrecken zu lassen, vor denen bislang selbst die stärksten Helden zurückgewichen seien. Rinaldo entgegnet, dass ihm der Himmel beistehen und ihn stärken werde, da er bislang immer über ihn gewacht habe. Ubaldo verabschiedet sich und versichert, dass er Gottfried darauf vorbereiten wolle, Rinaldo als Sieger zu empfangen. Beide trennen sich voneinander.
Ein unheimlicher Wald mit einem vollen Myrtenbaum in der Mitte
Szene 2. Rinaldo ist allein in den Zauberwald vorgedrungen. Doch entgegen seinen Erwartungen findet er keine wilden Tiere oder Feuer vor, sondern lediglich das angenehme Murmeln der Bäche und den Gesang der Vögel. Als er in die Myrte schlagen will, verwandelt sich der Wald. Nymphen mit Blumenketten, darunter auch die verwandelte Zelmira, springen aus den Bäumen hervor, und sanfte Musik erklingt. Zelmira fordert ihn auf, sich wieder Armida zuzuwenden (Arie Zelmira: „Torna pure al caro bene“). Die anderen Nymphen treten ihm mit ihren Blumengirlanden entgegen. Rinaldo erstarrt zunächst gedankenverloren. Schließlich löst sich von den Nymphen, die augenblicklich weichen. Erneut will er in die Myrte schlagen, doch diese öffnet sie sich, und Armida erscheint in schwarzer Kleidung mit aufgelöstem Haar und einem Zauberstab. Sie fleht Rinaldo an, einzuhalten (Arie Armida: „Ah non ferir“). Rinaldo ist über ihr Aussehen erstaunt, holt aber dennoch zum Schlag gegen die Myrte aus. Armida hält ihn zurück, indem sie ihn an der Hand ergreift. Als Rinaldo sich gewaltsam von ihr losreißt, geht Armida wie von Sinnen umher und gibt mit ihrem Zauberstab verschiedene Zeichen, worauf sich der Wald verfinstert und ein heftiges Gewitter mit Hagel und Blitzen ausbricht. Rinaldo lässt sich nicht abschrecken, sondern nähert sich dem Baum. Sofort wird er von Gespenstern angefallen, die ihn daran hindern, den Streich zu führen. Erschrocken ruft Rinaldo den Himmel um Beistand an (Arie Rinaldo: „Dei pietosi“), nimmt seinen Mut zusammen und fällt nach einem kurzen Kampf mit den Gespenstern den Baum mit seinem Schwert. Die Gespenster verschwinden, und der Wald verwandelt sich in ein offenes Feld bei Damaskus.
Feldlager der Franken
Szene 3. Zu den Klängen eines Marsches führt Ubaldo die Ritter herbei. Auch Clotarco, Armida, Idreno und Zelmira erscheinen. Während sich Rinaldo noch über die Veränderung der Szene wundert, macht ihm Armida schwere Vorwürfe. Rinaldo verspricht, nach dem Krieg zu ihr zurückzukehren. Doch Armida lässt sich nicht beruhigen. Sie ruft die Gottheiten der Hölle um Beistand an, worauf ein von zwei geflügelten Drachen gezogener Wagen erscheint (Finale: „Astri che in ciel splendete“). Nach einer letzten Ermahnung durch Ubaldo verabschiedet sich Rinaldo von Armida und schließt sich den Rittern an. Armida sinkt ohnmächtig in die Arme Idrenos und Zelmiras. Der Schlusschor verweist auf das bittere Schicksal der Trennung, das den Verliebten allzeit als Beispiel dienen wird.

## Gestaltung

### Instrumentation
Die Orchesterbesetzung der Oper enthält die folgenden Instrumente::III
- Holzbläser: zwei Flöten, zwei Oboen, zwei Klarinetten, zwei Fagotte
- Blechbläser: zwei Hörner, zwei Trompeten
- Pauken
- Streicher: Violine 1, Violine 2, Bratschen, Violoncelli, Kontrabässe
- Basso continuo
- Bühnenmusik: zwei Klarinetten, zwei Hörner, zwei Fagotte[1]

### Musiknummern
Die Oper enthält die folgenden Musiknummern::X–XII
- Nr. 1. Sinfonia

Erster Akt
- Nr. 2. Rezitativ (Idreno, Armida, Rinaldo): „Amici, il fiero Marte“ (Szene 1)
- Nr. 3. Arie (Rinaldo): „Vado a pugnar contento“ (Szene 1)
- Nr. 4. Rezitativ (Idreno, Armida): „Armida, ebben, che pensi?“ (Szene 2)
- Nr. 5. Arie (Idreno): „Se dal suo braccio oppresso“ (Szene 2)
- Nr. 6a. Rezitativ (Armida): „Partì Rinaldo“ (Szene 3)
  - Nr. 6b. Arie (Armida): „Se pietade avete, o Numi“ (Szene 3)
- Nr. 7. Marsch (Szene 4)
- Nr. 8a. Rezitativ (Ubaldo): „Valorosi compagni“ (Szene 4)
  - Nr. 8b. Arie (Ubaldo): „Dove son? Che miro intorno?“ (Szene 4)
  - Nr. 8c. Rezitativ (Ubaldo): „Qual turbamento ignoto“ (Szene 4)
  - Nr. 8d. Rezitativ (Clotarco, Ubaldo): „Signor, ingombro è il monte“ (Szene 4)
- Nr. 9. Rezitativ (Zelmira, Clotarco): „Ah si scenda per poco“ (Szene 5)
- Nr. 10. Arie (Zelmira): „Se tu seguir mi vuoi“ (Szene 5)
- Nr. 11. Rezitativ (Idreno, Armida): „Dunque fur vane“ (Szene 6)
  - Rezitativ (Armida, Rinaldo): „Quanto del suo maggiore“ (Szene 7)
  - Rezitativ (Rinaldo, Ubaldo): „E perché vuole Armida“ (Szene 8)
- Nr. 12a. Rezitativ (Rinaldo, Armida): „Oh amico! Oh mio rossor!“ (Szene 9)
  - Nr. 12b. Duett (Armida, Rinaldo): „Cara, sarò fedele“ (Szene 9)

Zweiter Akt
- Nr. 13. Rezitativ (Idreno, Zelmira): „Odi, e serba il segreto“ (Szene 1)
- Nr. 14. Arie (Zelmira): „Tu mi sprezzi“ (Szene 1)
- Nr. 15. Rezitativ (Idreno, Clotarco): „No, non mi pento“ (Szene 2)
- Nr. 16. Arie (Clotarco): „Ah si plachi il fiero Nume“ (Szene 2)
- Nr. 17. Rezitativ (Idreno, Ubaldo): „Va pur, folle“ (Szene 3)
- Nr. 18. Arie (Idreno): „Teco lo guida al campo“ (Szene 3)
- Nr. 19. Rezitativ (Ubaldo, Rinaldo): „Ben simulati“ (Szene 4)
  - Rezitativ (Rinaldo, Armida): „Amiche sponde, addio!“ (Szene 5)
- Nr. 20a. Rezitativ (Rinaldo): „Armida … Oh affanno!“ (Szene 5)
  - Rezitativ (Ubaldo, Rinaldo): „Ah Rinaldo“ (Szene 6)
  - Rezitativ (Rinaldo): „Lasciarla, oh Dio!“ (Szene 6)
  - Nr. 20b. Arie (Rinaldo): „Cara, è vero, io son tiranno“ (Szene 6)
  - Nr. 20c. Rezitativ (Armida): „Barbaro! E ardisci ancor … Vedi se t’amo“ (Szene 7)
  - Nr. 20d. Arie (Armida): „Odio, furor, dispetto“ (Szene 7)
- Nr. 21. Rezitativ (Ubaldo, Rinaldo): „Eccoti alfin, Rinaldo“ (Szene 8)
- Nr. 22. Arie (Ubaldo): „Prence amato“ (Szene 8)
- Nr. 23. Rezitativ (Rinaldo, Armida): „Ansioso già mi vedi“ (Szene 9)
  - Rezitativ (Ubaldo, Armida, Rinaldo): „Che veggo! Armida qui!“ (Szene 10)
- Nr. 24. Terzett (Armida, Rinaldo, Ubaldo): „Partirò, ma pensa, ingrato“ (Szene 10)

Dritter Akt
- Nr. 25. Rezitativ (Rinaldo, Ubaldo): „Al Ciel pietoso“ (Szene 1)
- Nr. 26a. Rezitativ (Rinaldo): „Questa dunque è la selva?“ (Szene 2)
  - Nr. 26b. Arie (Zelmira): „Torna pure al caro bene“ (Szene 2)
  - Nr. 26c. Rezitativ (Rinaldo): „Qual tumulto d’idee“ (Szene 2)
  - Nr. 26d. Arie (Armida): „Ah non ferir“ (Szene 2)
  - Nr. 26e. Rezitativ (Rinaldo, Armida): „Che inopportuno incontro!“ (Szene 2)
  - Nr. 26f. Arie (Rinaldo): „Dei pietosi“ (Szene 2)
  - Nr. 26g. Rezitativ (Rinaldo): „Ed io m’arresto?“ (Szene 2)
- Nr. 27. Rezitativ (Ubaldo, Rinaldo, Armida, Idreno, Zelmira): „Fermate. Utile sia breve dimora“ (Szene 3)
- Nr. 28. Finale (Armida, Zelmira, Rinaldo, Clotarco, Ubaldo, Idreno): „Astri che in ciel splendete“ (Szene 3)

### Musik
Armida ist eine echte Opera seria, die vollkommen ohne Buffo-Elemente und damit auch ohne das für Haydns vorangegangene Opere semiserie typische Kettenfinale auskommt.
Dramatisch entwickelt sich die Handlung nur langsam. Dies kommt der Figuren-Charakterisierung entgegen. Am sorgfältigsten gestaltet ist die Rolle der Armida. Auch Rinaldo ist abwechslungsreiche Musik gewidmet. Seine von Anfang an ausgeprägte Unschlüssigkeit wirkt jedoch wenig glaubwürdig, insbesondere da er seine heroischste Arie bereits zu Beginn der Oper als Liebhaber Armidas zu singen hat. Die Nebenrollen verblassen im Vergleich mit den beiden Hauptrollen und den abwechslungsreichen Szenenbildern, wenn auch Ubaldos Rolle musikalisch überzeugt. Der Charakter Zelmiras ist widersprüchlich. Zu Beginn hält sie eindeutig zu den Kreuzrittern, doch im dritten Akt versucht sie, Rinaldo auf Armidas Seite zu ziehen. Der Musikkritiker Ulrich Schreiber wies auf die dramaturgischen Schwächen des Textes hin, die sich in den Rezitativen und auch im Finale zeigen. Letzteres erinnere an das unausweichliche Schicksal, obwohl lediglich das Schicksal Rinaldos einigermaßen deutlich werde. Für die anderen Figuren bleibe das Ende offen. In seiner Vertonung hält sich Haydn eng an den Text und vernachlässigt dabei die dramatischen Möglichkeiten des hintergründigen Kräftespiels zugunsten der dargestellten Stimmungen und Bilder.
Bemerkenswert sind die phantasievolle Orchesterbehandlung, deren Lautmalereien bereits an Haydns späte Oratorien Die Schöpfung und Die Jahreszeiten erinnern. Für die Kreuzritter-Märsche nutzte Haydn ein Bläsersextett.
Die Ouvertüre besteht aus drei Teilen. Der Mittelteil (ein Allegretto) nimmt bereits die Musik des Zauberwalds im dritten Akt auf. Die beiden Rahmenteile basieren nicht direkt auf Themen der Oper.
Rinaldos heroische Arie „Vado a pugnar contento“ (Nr. 3, erster Akt, Szene 1) steht in C-Dur. Sie enthält militärische Motive und virtuose Koloraturen.
Idrenos Arie „Se dal suo braccio oppresso“ (Nr. 5, erster Akt, Szene 2) hat ebenfalls einen heroischen Charakter. Sie ist weniger virtuos als diejenige Rinaldos. Im Gegenzug gibt es mehr Getöse im Orchester.
Armidas Accompagnato-Rezitativ „Partì Rinaldo“ und die folgende A-Dur-Arie „Se pietade avete, o Numi“ (Nr. 6, erster Akt, Szene 3) weisen motivische Verbindungen auf. Ebensolche gibt es auch in der zweiteiligen Arie selbst zwischen dem langsamen und dem schnellen Teil. Der Schluss ist durch ausgedehnte Koloraturen gekennzeichnet. Es gibt schroffe Modulationen zwischen d-Moll und A-Dur.
Ubaldos Arie „Dove son? Che miro intorno?“ (Nr. 8b, erster Akt, Szene 4) enthält besonders schöne Musik für Blasinstrumente.
Armidas und Rinaldos Schlussduett des ersten Akts „Cara, sarò fedele“ (Nr. 12b, erster Akt, Szene 9) ist dreiteilig. Nach einer zarten Eröffnung folgen ein unruhiger Mittelteil und ein fröhlicher Schluss.
Im zweiten Akt sind die Szenen 5 bis 7 mit Hilfe von Accompagnato-Rezitativen durchkomponiert. Die Musik spiegelt die Zerrissenheit von Rinaldos Gefühlen wider. Rinaldos Arie „Cara, è vero, io son tiranno“ (Nr. 20b, zweiter Akt, Szene 6) und das vorausgehende Rezitativ bilden das Zentrum der Oper. Die Arie hat eine dreiteilige Steigerungsform. Auf ein Adagio in Es-Dur folgt ein Presto in c-Moll.
Das bekannteste Stück der Oper ist Armidas e-Moll-Verzweiflungsarie „Odio, furor, dispetto“ (Nr. 20d, zweiter Akt, Szene 7) – das einzige Stück der Oper in einer Moll-Tonart. Ulrich Schreiber bezeichnete es als „Seelen-Agitato von Gluckschem Ausmaß“. Es verzichtet auf Koloraturen und enthält kurze syllabische Motive und gellende ausgehaltene Töne über einer bewegten Orchesterbegleitung.
Auch die zweite Szene des zweiten Akts ist durchkomponiert. Rinaldos Arie „Dei pietosi“ (Nr. 26f, zweiter Akt, Szene 2) verwendet wieder zwei unterschiedliche Tempi. Auf einen zarten reflektiven Beginn folgt ein durch Panik gekennzeichneter zweiter Teil.
Das Finale endet mit der gleichen Trompetenfanfare wie Rinaldos heroische erste Arie „Vado a pugnar contento“.

## Werkgeschichte
Armida ist Haydns letzte und zugleich erfolgreichste Oper.:IV Sie entstand laut Jahresangabe im Autograph im Jahr 1783.
Der Bearbeiter des Librettos ist nicht sicher bekannt. Früher nahm man an, dass es sich um Jacopo Durandi handelte, doch jüngere Quellen gehen eher von Nunziato Porta aus. Der Text basiert nur indirekt auf Torquato Tassos Epos Das befreite Jerusalem. Er wurde aus früheren Armida-Libretti zusammengestellt, die im Laufe der Zeit immer wieder überarbeitet wurden. Zu nennen sind hier die Libretti von Jacopo Durandi (vertont von Pasquale Anfossi 1770, Vincenzo Manfredini 1770, Antonio Sacchini 1772 und Niccolò Antonio Zingarelli 1786), Francesco Saverio De Rogatis (Niccolò Jommelli: Armida abbandonata, 1770), Giovanni Bertati (Johann Gottlieb Naumann 1773) sowie die anonymen Libretti von Giuseppe Gazzanigas Armida (1773) und Antonio Tozzis Rinaldo (1775). Der Bearbeiter übernahm Tozzis Text für Haydns Oper fast vollständig. Er strich lediglich eine Arie des Ubaldo und ein Duett Rinaldo/Ubaldo und griff für die letzte Szene auf Bertatis Fassung zurück.:IV

Kostüme der Uraufführung von 1784
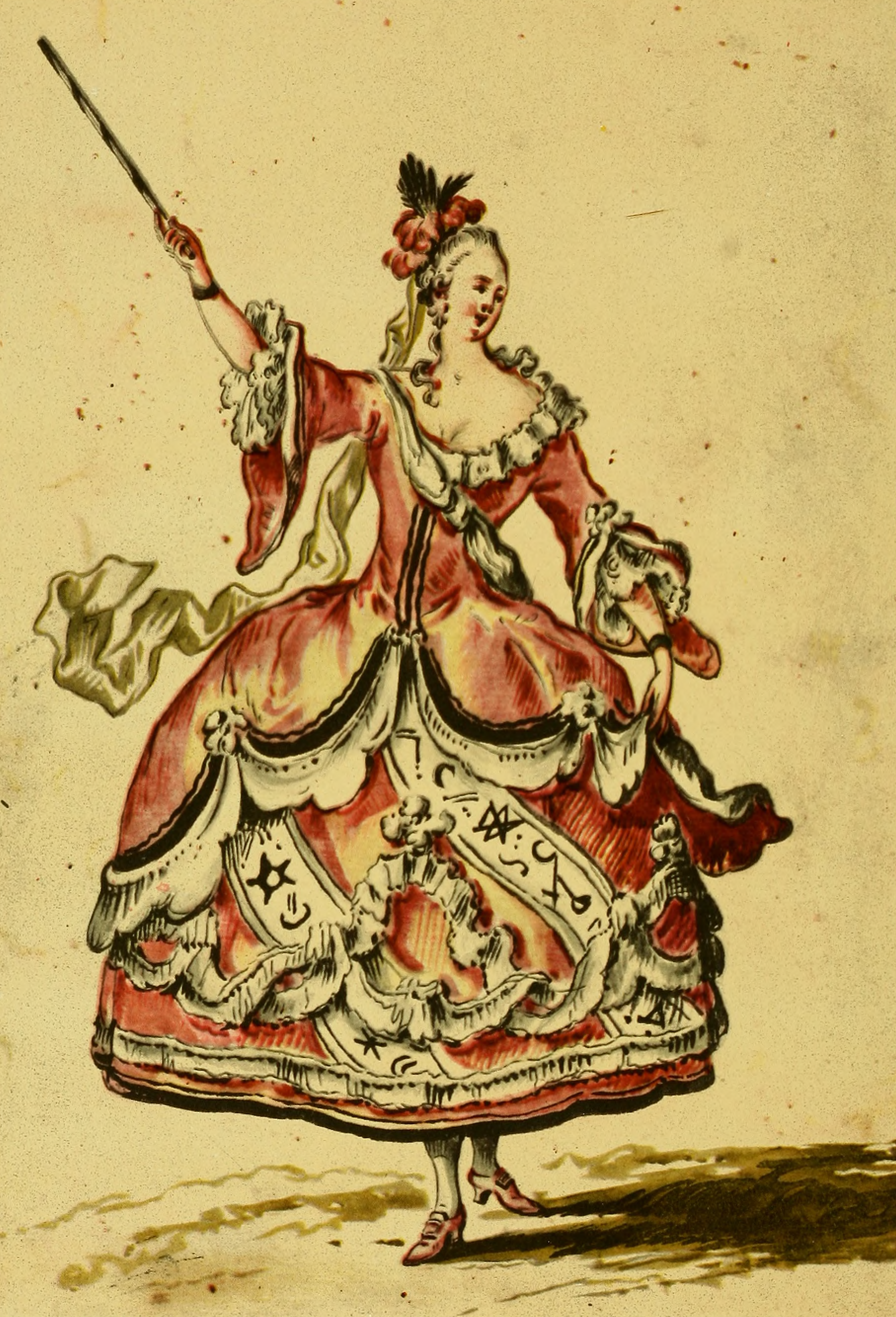
Armida
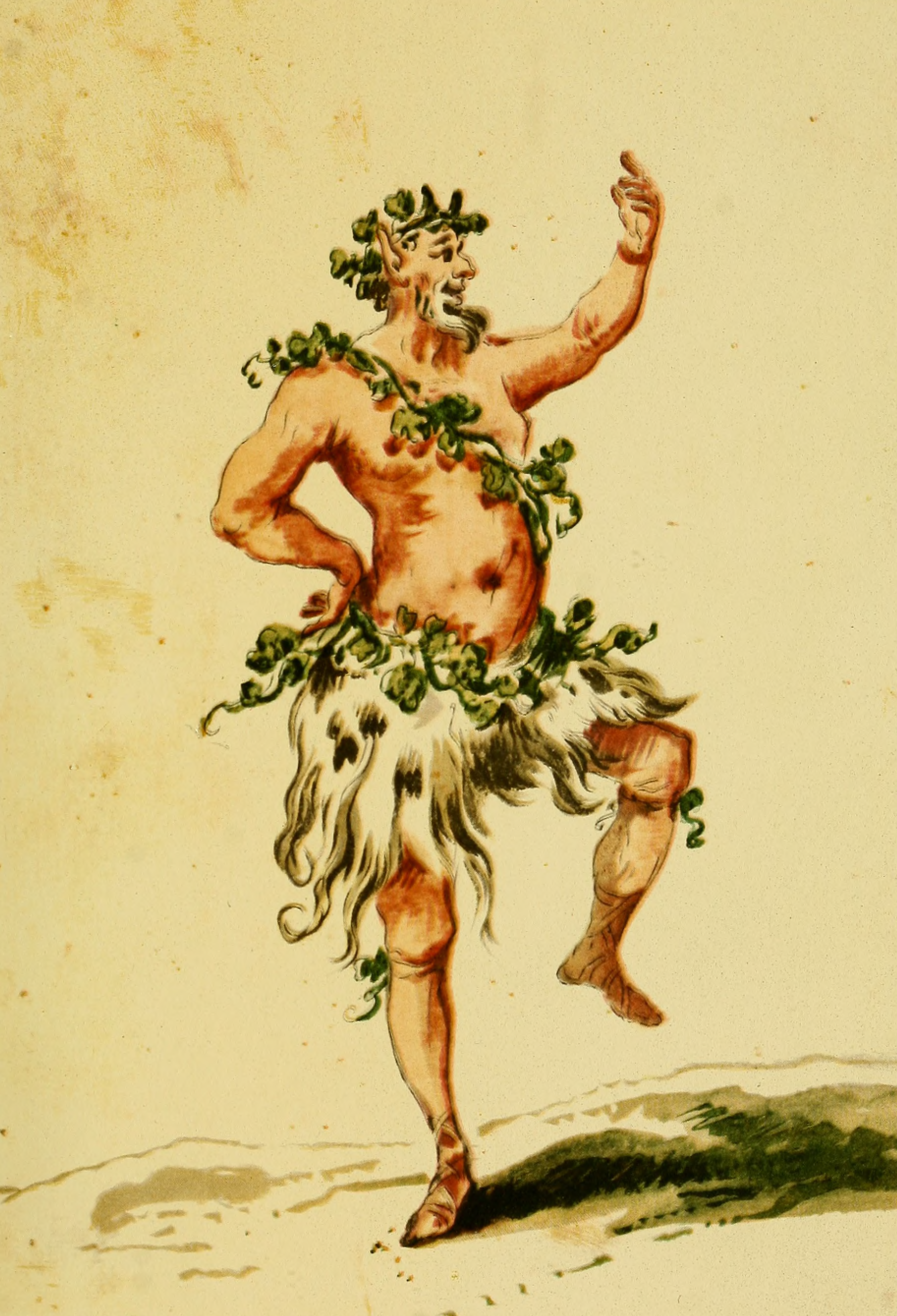
Faun

Bei der Uraufführung am 26. Februar 1784 im Theater im Schloss Esterházy sangen Metilde Bologna (Armida), Prospero Braghetti (Rinaldo), Antonio Specioli (Ubaldo), Paolo Mandini (Idreno), Costanza Valdesturla (Zelmira), Leopold Dichtler (Clotarco). Die musikalische Leitung hatte Haydn selbst. Abgesehen von Mandini hatten alle Sänger bereits 1782 seine Oper Orlando paladino gestaltet. Ungewöhnlich ist der anhand von Kostenvoranschlägen überlieferte Aufwand für die Produktion. Für die Rollen von Armida, Rinaldo und Zelmira wurden je zwei Kostüme geordert. Außerdem benötigte man für die Statisten 27 „römische“, 6 „türkische“ und 4 „heroische“ Kostüme sowie jeweils 6 Kostüme für Nymphen und Faune.
Die Oper erwies sich am Hof von Eszterháza als außerordentlich erfolgreich. Schon über die Uraufführungsproduktion schrieb ein Zuschauer: „La beauté de la composition egaloit la pompe de la représentation“ („Die Schönheit der Komposition entspricht der Pracht der Aufführung“).  Sie wurde dort bis 1788 insgesamt 54 Mal gespielt – mehr als jede andere Oper. Haydn selbst schrieb am 1. März 1784 an seinen Verlag Artaria: „Gestern wurde meine Armida zum 2tn mahl mit allgemeinen Beyfall aufgeführt. Man sagt, es seye bishero mein bestes Werk.“ Da er Armida „gerne der weld in Ihrer ganzen gestalt zeugen“ wollte, beschied er am 18. Mai desselben Jahres ein Angebot des Verlags abschlägig, einen „Auszug“ zu publizieren. Jedoch veröffentlichte Artaria 1787 eine Sammlung von „favourite songs“ aus der Oper. Die Partitur erschien erst 1965 im Rahmen der Haydn-Gesamtausgabe im Druck, doch verbreitete sich das Werk durch mehrere Abschriften.
Andernorts fand die Oper nur wenig Anerkennung. Wilhelm Heinse schrieb in seinem musikgeschichtlichen Roman Hildegard von Hohenthal (1795/96): „Noch gingen sie einige Szenen einer Armida von Haydn durch, und das Terzet: Partirò ma pensa ingrato; und der bezauberte Wald, die beide jedoch nicht zum wesentlichen gehören, gefielen. Doch dünkten sie ihnen nicht originelle Haydnische Musik, sondern nachgemachte Italiänische.“ Von einer Aufführung in Preßburg in einer vermutlich von Franz Xaver Girzik stammenden deutsche Fassung aus dem Jahr 1786 ist ein Szenenbild erhalten. 1791 wurde die Oper in Pest gespielt. 1797 gab es eine konzertante Aufführung im Wiener Freihaustheater. Außerdem wurden innerhalb von Konzerten 1792 in London und 1807 in Leipzig einzelne Stücke aufgeführt. In Italien hielt man die Musik für zu „gelehrt“. Von einer Produktion zur Karnevalssaison 1804/1805 in Turin sind Kostümbilder erhalten. Anschließend geriet Haydns Armida für lange Zeit in Vergessenheit.

Kostüme der Turiner Aufführung von 1804 – Zeichnungen von Giacomo Pregliasco
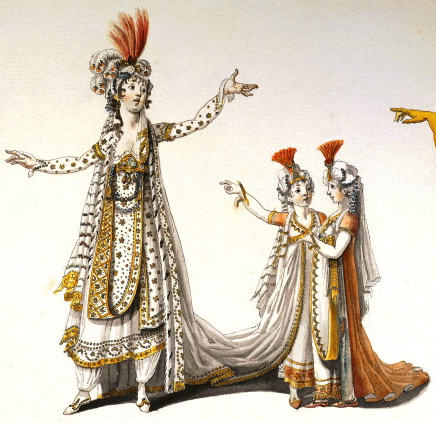
Armida (Lorenza Correa)
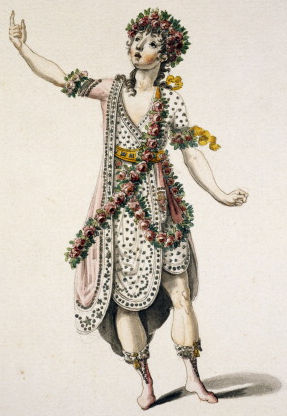
Rinaldo, Kostüm 1 (Eufemia Ekarth)
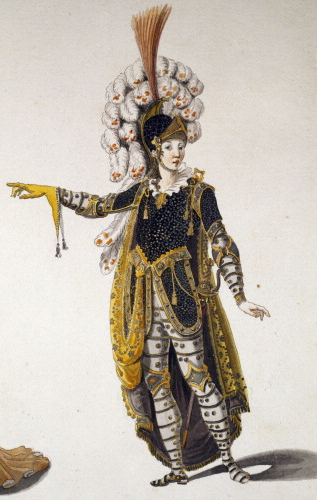
Rinaldo, Kostüm 2 (Eufemia Ekarth)
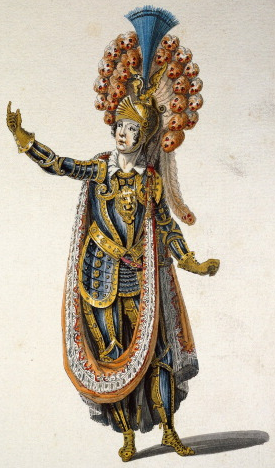
Ubaldo (Francesco Fiorini)
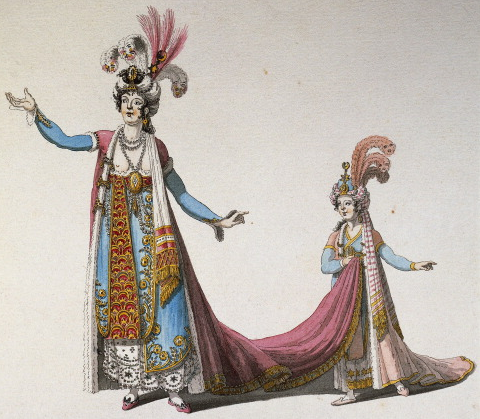
Zelmira (Rosa Ferraguti)
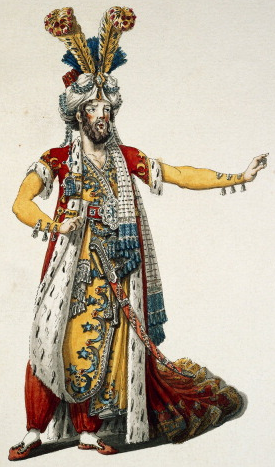
Idreno (Vincenzo Gamberai)

Erst 1968 gab es unter der musikalischen Leitung von Ferdinand Leitner eine konzertante Wiederaufführung des WDR mit Gundula Janowitz in der Titelrolle sowie eine szenische Produktion im Stadttheater Bern. Seitdem gilt Armida als eine von Haydns besten Opern. In den 1980er Jahren gab es mehrere Produktionen. 1981 wurde in Keene (New Hampshire) im Rahmen des Monadnock-Festivals eine in Vietnam angesiedelte Inszenierung von Peter Sellars gespielt. 1998 wurde die Oper in Graz beim Festival Styriarte gegeben – Cecilia Bartoli sang die Titelrolle unter der Leitung von Nikolaus Harnoncourt. 1999 gab es eine Koproduktion der Schwetzinger Festspiele mit dem Staatstheater Karlsruhe. Hier sang Iano Tamar die Armida. Die Regie hatte Niels-Peter Rudolph. Das Opernstudio der Bregenzer Festspiele zeigte Haydns Armida 2022 im dortigen Theater am Kornmarkt in einer Inszenierung von Jörg Lichtenstein unter der Leitung von Jonathan Brandani. Die Potsdamer Winteroper stellte Armida im November 2024 unter der Regie von Björn Reinke und der musikalischen Leitung von Konrad Junghänel vor. Die Titelrolle sang Aytaj Shikhalizada.

## Aufnahmen
- 12. Januar 1968 (live, konzertant aus Köln; gekürzt mit Zwischentexten von Franz Wilnauer): Ferdinand Leitner (Dirigent), Capella Coloniensis. Gundula Janowitz (Armida), Waldemar Kmentt (Rinaldo), Werner Hollweg (Ubaldo), Günther Reich (Idreno), Nancy Burns (Zelmira), Horst Laubenthal (Clotarco). Mitridate MIT 004 (2 CD).[10]:6850
- September 1978 (Studio-Aufnahme; Opernwelt-CD-Tipp: „künstlerisch wertvoll“[4]): Antal Doráti (Dirigent), Orchestre de Chambre de Lausanne. Jessye Norman (Armida), Claes-Håkan Ahnsjö (Rinaldo), Robin Leggate (Ubaldo), Samuel Ramey (Idreno), Norma Burrowes (Zelmira), Anthony Rolfe Johnson (Clotarco). Philips CD: 432 438 2, Philips LP: 6769 021 (3 LP).[10]:6850
- 7. Juli 1998 (live, konzertant aus Graz): Nikolaus Harnoncourt (Dirigent), Concentus Musicus Wien. Cecilia Bartoli (Armida), Michael Schade (Rinaldo), Scot Weir (Ubaldo), Oliver Widmer (Idreno), Isabel Rey (Zelmira), Markus Schäfer (Clotarco).[10]:6850
- 30. April 1999 (live aus Schwetzingen; stark gekürzt): Thomas Hengelbrock (Dirigent), Niels-Peter Rudolph (Inszenierung), Balthasar-Neumann-Ensemble. Iano Tamar (Armida), Torsten Kerl (Rinaldo), Kobie van Rensburg (Ubaldo), Wolf Matthias Friedrich (Idreno), Cornelia Eng (Zelmira).[10]:6850
- Juni 2000 (live, konzertant aus Wien): Nikolaus Harnoncourt (Dirigent), Concentus Musicus Wien. Cecilia Bartoli (Armida), Christoph Prégardien (Rinaldo), Scot Weir (Ubaldo), Oliver Widmer (Idreno), Patricia Petibon (Zelmira), Markus Schäfer (Clotarco). Teldec (2 CD).[10]:6850
- 28. Juli 2007 (live aus Salzburg; leicht gekürzt, mit Szenenumstellungen): Ivor Bolton (Dirigent), Christof Loy (Inszenierung), Mozarteumorchester Salzburg. Annette Dasch (Armida), Michael Schade (Rinaldo), Richard Croft (Ubaldo), Vito Priante (Idreno), Mojca Erdmann (Zelmira), Bernard Richter (Clotarco).[10]:6850